# Grand Prix moto d'Autriche 1996
Le Grand Prix moto d'Autriche 1996 est le dixième rendez-vous de la saison 1996 du championnat du monde de vitesse moto. Il s'est déroulé sur le A1-Ring du 2 au 4 août 1996.
C'est la 23e édition du Grand Prix moto d'Autriche.

## Classement 500 cm3
| Pos  | Pilote              | Constructeur  | Temps/Écart     | Points |
| ---- | ------------------- | ------------- | --------------- | ------ |
| 1    | Alex Criville       | Honda         | 42 min 37 s 024 | 25     |
| 2    | Mickael Doohan      | Honda         | +0 s 500        | 20     |
| 3    | Norifumi Abe        | Yamaha        | +4 s 534        | 16     |
| 4    | Luca Cadalora       | Honda         | +19 s 470       | 13     |
| 5    | Alex Barros         | Honda         | +20 s 936       | 11     |
| 6    | Scott Russell       | Suzuki        | +21 s 058       | 10     |
| 7    | Carlos Checa        | Honda         | +25 s 632       | 9      |
| 8    | Loris Capirossi     | Yamaha        | +25 s 701       | 8      |
| 9    | Jean-Michel Bayle   | Yamaha        | +25 s 986       | 7      |
| 10   | Juan Borja          | Elf 500       | +28 s 046       | 6      |
| 11   | Tadayuki Okada      | Honda         | +32 s 446       | 5      |
| 12   | Terry Rymer         | Suzuki        | +38 s 616       | 4      |
| 13   | Alberto Puig        | Honda         | +39 s 031       | 3      |
| 14   | Jeremy McWilliams   | ROC Yamaha    | +1 min 18 s 224 | 2      |
| 15   | Chris Walker        | Elf 500       | +1 min 20 s 212 | 1      |
| 16   | Lucio Pedercini     | ROC Yamaha    | +1 tour         |        |
| 17   | James Haydon        | ROC Yamaha    | +1 tour         |        |
| 18   | Marcellino Lucchi   | Aprilia       | +1 tour         |        |
| 19   | Eugene McManus      | Yamaha        | +1 tour         |        |
| 20   | Paul Young          | Harris Yamaha | +1 tour         |        |
| 21   | Jean-Pierre Jeandat | Paton         | +1 tour         |        |
| Abd. | Kenny Roberts Jr    | Yamaha        | Abandon         |        |
| Abd. | Frédéric Protat     | ROC Yamaha    | Abandon         |        |
| Abd. | Sean Emmett         | Harris Yamaha | Abandon         |        |
| Abd. | Adrien Bosshard     | ROC Yamaha    | Abandon         |        |
| Abd. | Shinichi Itoh       | Honda         | Abandon         |        |

## Classement 250 cm3
| Pos  | Pilote                   | Constructeur | Temps/Écart     | Points |
| ---- | ------------------------ | ------------ | --------------- | ------ |
| 1    | Ralf Waldmann            | Honda        | 41 min 29 s 190 | 25     |
| 2    | Luis d'Antin             | Honda        | +16 s 374       | 20     |
| 3    | Jurgen Fuchs             | Honda        | +21 s 140       | 16     |
| 4    | Tohru Ukawa              | Honda        | +22 s 979       | 13     |
| 5    | Jean-Philippe Ruggia     | Honda        | +27 s 805       | 11     |
| 6    | Nobuatsu Aoki            | Honda        | +37 s 712       | 10     |
| 7    | Luca Boscoscuro          | Aprilia      | +37 s 756       | 9      |
| 8    | Jurgen van den Goorbergh | Honda        | +52 s 913       | 8      |
| 9    | Régis Laconi             | Honda        | +54 s 232       | 7      |
| 10   | Takeshi Tsujimura        | Honda        | +1 min 01 s 608 | 6      |
| 11   | Olivier Petrucciani      | Aprilia      | +1 min 03 s 950 | 5      |
| 12   | Alessandro Antonello     | Aprilia      | +1 min 04 s 462 | 4      |
| 13   | Sebastian Porto          | Aprilia      | +1 min 17 s 335 | 3      |
| 14   | Christian Boudinot       | Aprilia      | +1 min 22 s 534 | 2      |
| 15   | Yasumasa Hatakeyama      | Honda        | +1 min 26 s 589 | 1      |
| 16   | Gianluigi Scalvini       | Honda        | +1 min 28 s 269 |        |
| 17   | Jamie Robinson           | Aprilia      | +1 tour         |        |
| 18   | Sete Gibernau            | Honda        | +1 tour         |        |
| 19   | Christophe Cogan         | Honda        | +1 tour         |        |
| 20   | Richard Haidegger        | Aprilia      | +1 tour         |        |
| 21   | Uwe Bolterhauer          | Honda        | +1 tour         |        |
| 22   | Thomas Stadler           | Yamaha       | +1 tour         |        |
| Abd. | Johann Wolfsteiner       | Aprilia      | Abandon         |        |
| Abd. | Tetsuya Harada           | Yamaha       | Abandon         |        |
| Abd. | Cristiano Migliorati     | Honda        | Abandon         |        |
| Abd. | Osamu Miyazaki           | Aprilia      | Abandon         |        |
| Abd. | Davide Bulega            | Aprilia      | Abandon         |        |
| Abd. | Roberto Locatelli        | Aprilia      | Abandon         |        |
| Abd. | José Luis Cardoso        | Aprilia      | Abandon         |        |
| Abd. | Eskil Suter              | Aprilia      | Abandon         |        |
| Abd. | Olivier Jacque           | Honda        | Abandon         |        |
| Abd. | Max Biaggi               | Aprilia      | Abandon         |        |

## Classement 125 cm3
| Pos  | Pilote            | Constructeur | Temps/Écart     | Points |
| ---- | ----------------- | ------------ | --------------- | ------ |
| 1    | Ivan Goi          | Honda        | 41 min 50 s 829 | 25     |
| 2    | Dirk Raudies      | Honda        | +0 s 767        | 20     |
| 3    | Valentino Rossi   | Aprilia      | +2 s 322        | 16     |
| 4    | Masaki Tokudome   | Aprilia      | +2 s 739        | 13     |
| 5    | Peter Öttl        | Aprilia      | +4 s 341        | 11     |
| 6    | Jorge Martínez    | Aprilia      | +4 s 910        | 10     |
| 7    | Youichi Ui        | Yamaha       | +17 s 385       | 9      |
| 8    | Tomomi Manako     | Honda        | +19 s 464       | 8      |
| 9    | Kazuto Sakata     | Aprilia      | +20 s 971       | 7      |
| 10   | Manfred Geissler  | Aprilia      | +26 s 469       | 6      |
| 11   | Noboru Ueda       | Honda        | +27 s 666       | 5      |
| 12   | Akira Saito       | Honda        | +27 s 687       | 4      |
| 13   | Herri Torrontegui | Honda        | +38 s 933       | 3      |
| 14   | Josep Sarda       | Honda        | +42 s 917       | 2      |
| 15   | Frédéric Petit    | Honda        | +46 s 979       | 1      |
| 16   | Yoshiaki Katoh    | Yamaha       | +51 s 963       |        |
| 17   | Jaroslav Huleš    | Honda        | +55 s 754       |        |
| 18   | Lucio Cecchinello | Honda        | +58 s 003       |        |
| 19   | Harald Danninger  | Honda        | +1 min 17 s 416 |        |
| 20   | Loek Bodelier     | Honda        | +1 min 18 s 116 |        |
| 21   | Angel Nieto Jr    | Aprilia      | +1 min 32 s 504 |        |
| 22   | Gerwin Hofer      | Honda        | +1 tour         |        |
| 23   | Georg Scharl      | Honda        | +1 tour         |        |
| Abd. | Haruchika Aoki    | Honda        | Abandon         |        |
| Abd. | Stefano Perugini  | Aprilia      | Abandon         |        |
| Abd. | Darren Barton     | Aprilia      | Abandon         |        |
| Abd. | Emilio Alzamora   | Honda        | Abandon         |        |
| Abd. | Garry McCoy       | Aprilia      | Abandon         |        |
| Abd. | Paolo Tessari     | Honda        | Abandon         |        |
| Abd. | Andrea Ballerini  | Aprilia      | Abandon         |        |
| Abd. | Bernd Holzleitner | Yamaha       | Abandon         |        |
| Abd. | Gabriele Debbia   | Yamaha       | Abandon         |        |